# Drouhavec
Drouhavec je malá vesnice, část obce Velhartice v okrese Klatovy v Plzeňském kraji. Nachází se asi tři kilometry východně od Velhartic. Drouhavec je také název katastrálního území o rozloze 2,6 km². V katastrálním území Drouhavec leží i Konín.

## Historie
První písemná zmínka o vesnici pochází z roku 1290.

## Obyvatelstvo
| Rok            | 1869 | 1880 | 1890 | 1900 | 1910 | 1921 | 1930 | 1950 | 1961 | 1970 | 1980 | 1991 | 2001 | 2011 | 2021 |
| -------------- | ---- | ---- | ---- | ---- | ---- | ---- | ---- | ---- | ---- | ---- | ---- | ---- | ---- | ---- | ---- |
| Počet obyvatel | 120  | 133  | 99   | 123  | 127  | 162  | 126  | 79   | 71   | 54   | 35   | 17   | 9    | 16   | 21   |
| Počet domů     | 22   | 23   | 22   | 20   | 21   | 22   | 23   | 23   | 23   | 17   | 14   | 11   | 17   | 19   | 18   |

## Obecní správa
Při sčítání lidu v letech 1850–1949 Drouhavec byl osadou městyse Maršovice v okrese Sušice. V letech 1950–1979 byl osadou obce Hory Matky Boží, se kterým patřil nejprve do okresu Sušice, ale od roku 1960 v okrese Klatovy. Od 1. ledna 1980 je částí obce Velhartice v okrese Klatovy.

## Galerie

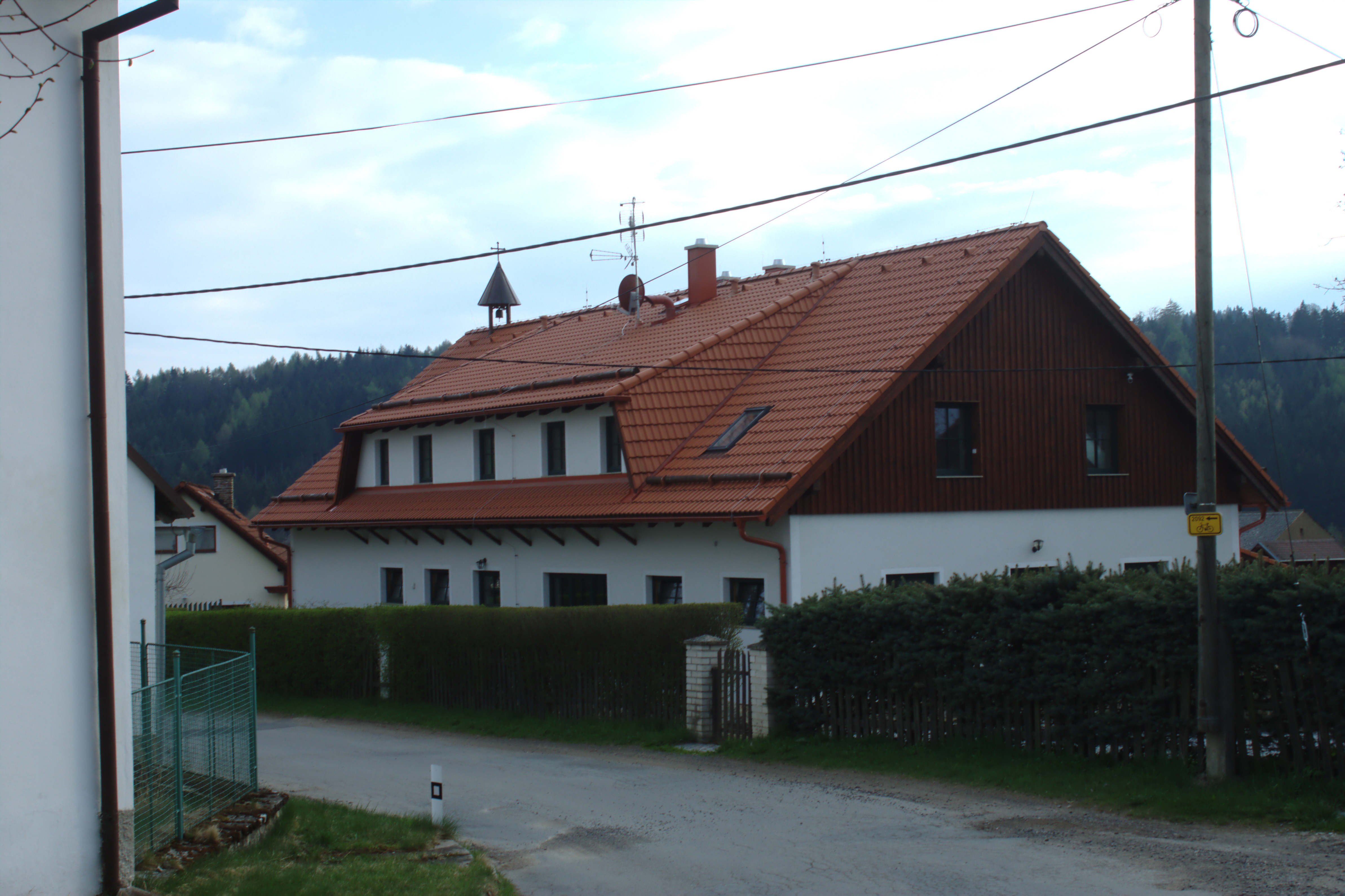
Místní vila
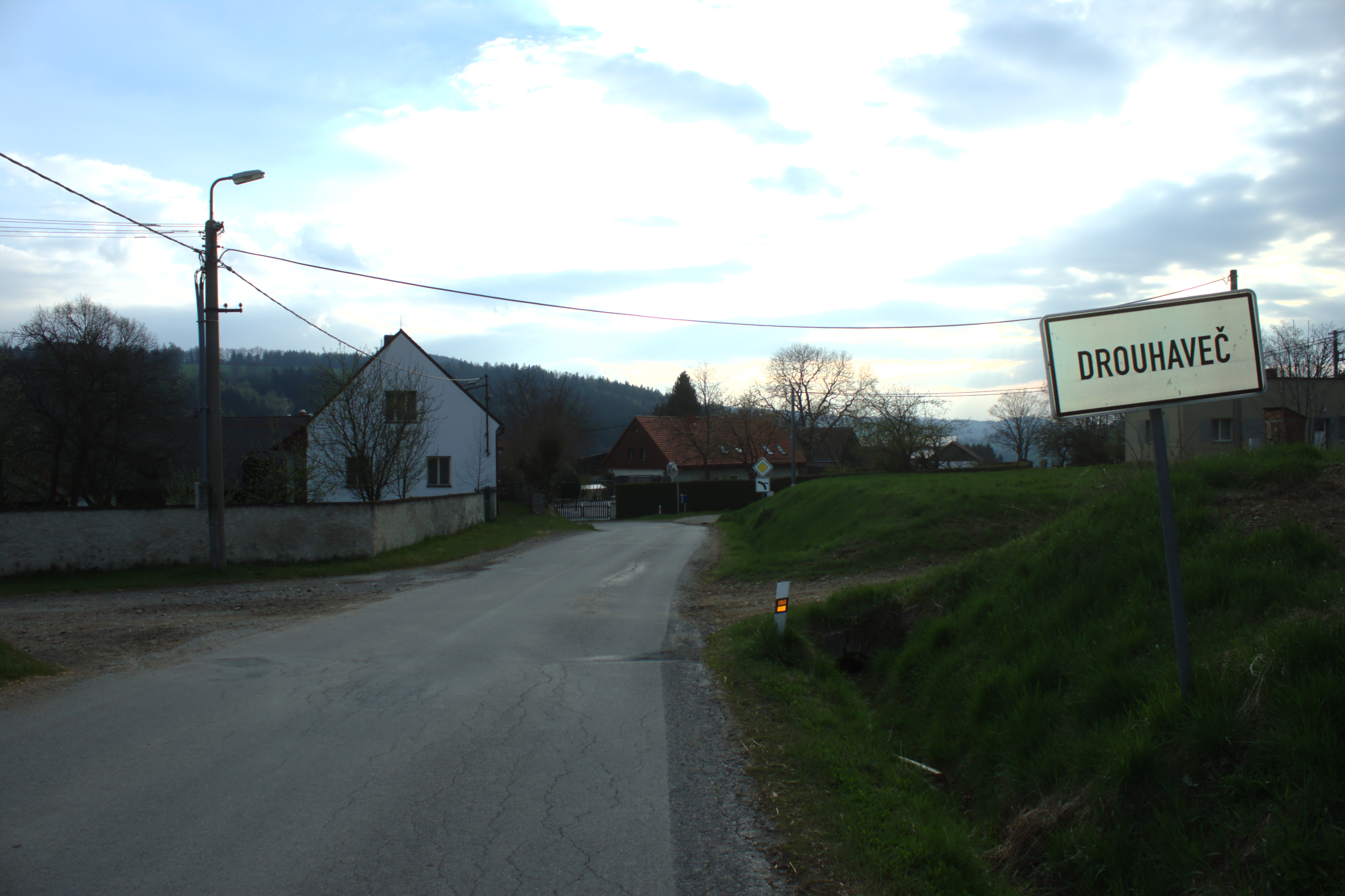
Začátek obce
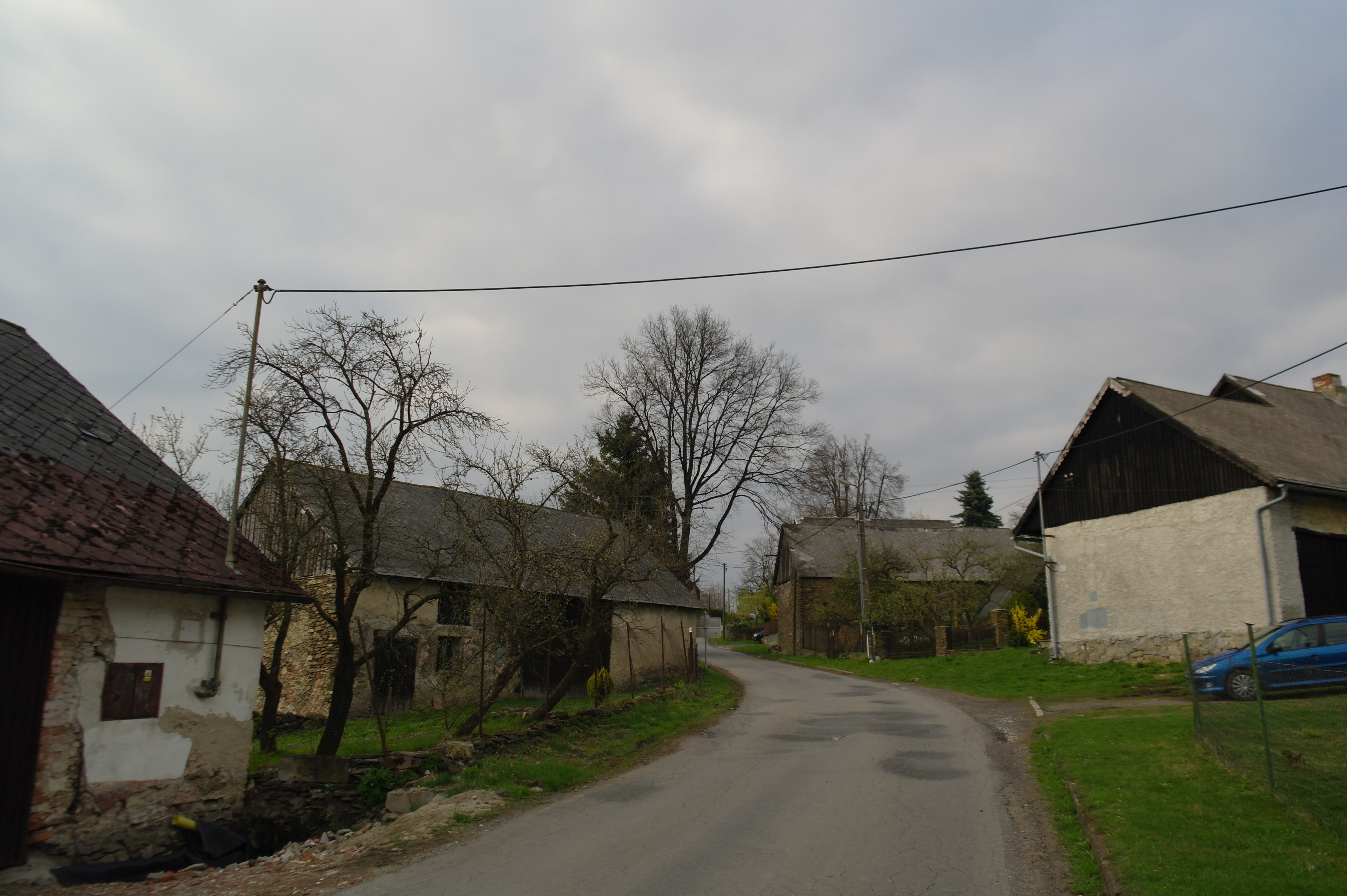
Hlavní silnice